# Matidia
Matidia là một chi nhện trong họ Clubionidae.